# Kabinett Shinzō Abe III
Das dritte Kabinett Abe (jap. 第3次安倍内閣, daisanji Abe naikaku) regierte Japan unter Führung von Premierminister Shinzō Abe seit dem 24. Dezember 2014, in dieser Form bis zu einer Kabinettsumbildung am 7. Oktober 2015. Zuvor hatte die Abgeordnetenhauswahl am 14. Dezember die Regierungsmehrheit der Koalition aus Liberaldemokratischer Partei (LDP) und Kōmeitō nahezu unverändert bestätigt, am 24. Dezember wurde Abe von beiden Häusern der Nationalversammlung zum 97. Premierminister Japans gewählt und wie auch die übrigen Minister am gleichen Tag ernannt. Das Kabinett weist gegenüber dem im September neu formierten Vorgängerkabinett nur eine personelle Veränderung (Verteidigung) und eine Änderung der Ressortverteilung (Verbraucherschutz) auf. In den ebenfalls im September neu besetzten höchsten Parteiämtern der LDP gab es keine Veränderung. Allerdings gab es einen Wechsel in der Führung der größten LDP-Faktion, aus der auch Abe kommt: Die bisherige Machimura-Faktion übernahm als Vorsitzender Hiroyuki Hosoda, da Nobutaka Machimura zum Präsidenten des Abgeordnetenhauses gewählt wurde und sich nach acht Jahren von der Spitze der Faktion zurückzog.
Alle Minister sind nationale Parlamentsabgeordnete: anfangs drei im Rätehaus, 16 im Abgeordnetenhaus. Unverändert gehören dem Kabinett vier Frauen an. Der einzige nicht aus dem Vorgängerkabinett übernommene Minister, Verteidigungsminister Nakatani, war bereits im ersten Kabinett Koizumi Verteidigungsminister. Der im Juni 2015 ins Kabinett berufene Toshiaki Endō wurde zum ersten Mal Minister.
Nach der turnusmäßigen Wahl des LDP-Vorsitzenden im September 2015, bei der Abe ohne Gegenkandidat im Amt bestätigt wurde, führte er eine Kabinettsumbildung durch.

## Minister
| Ressort | Minister                                | Bild                | Parlamentskammer (Wahlkreis) | Fraktion | Faktion                                                  |
| --- | --------------------------------------- | ------------------- | ---------------------------- | -------- | -------------------------------------------------------- |
| Premier | Shinzō Abe                              | Shinzō Abe          | Abg. (Yamaguchi 4)           | LDP      | (Hosoda)                                                 |
| Vizepremier Finanzen Besondere Aufgaben (Finanzsektor) | Tarō Asō                                | Tarō Asō            | Abg. (Fukuoka 8)             | LDP      | Asō                                                      |
| Allgemeine Angelegenheiten | Sanae Takaichi                          | Sanae Takaichi      | Abg. (Nara 2)                | LDP      | –                                                        |
| Justiz | Yōko Kamikawa                           | Yōko Kamikawa       | Abg. (Shizuoka 1)            | LDP      | Kishida                                                  |
| Auswärtige Angelegenheiten | Fumio Kishida                           | Fumio Kishida       | Abg. (Hiroshima 1)           | LDP      | Kishida                                                  |
| Kultus und Wissenschaft | Hakubun Shimomura                       | Hakubun Shimomura   | Abg. (Tōkyō 11)              | LDP      | Hosoda                                                   |
| Soziales und Arbeit | Yasuhisa Shiozaki                       | Yasuhisa Shiozaki   | Abg. (Ehime 1)               | LDP      | Kishida                                                  |
| Land-, Forst- und Fischereiwirtschaft | Kōya Nishikawa (bis 23. Februar 2015)   | Kōyo Nishikawa      | Abg. (Block Nord-Kantō)      | LDP      | Nikai                                                    |
| Land-, Forst- und Fischereiwirtschaft | Yoshimasa Hayashi (ab 23. Februar 2015) | Yoshimasa Hayashi   | Räte. (Yamaguchi)            | LDP      | Kishida                                                  |
| Wirtschaft und Industrie Besondere Aufgaben (Organisation für Atomkraftentschädigungen) | Yōichi Miyazawa                         | Yōichi Miyazawa     | Räte. (Hiroshima)            | LDP      | Kishida                                                  |
| Land und Verkehr | Akihiro Ōta                             | Akihiro Ōta         | Abg. (Tōkyō 12)              | Kōmeitō  | –                                                        |
| Umwelt Besondere Aufgaben (Atomkraftkatastrophenschutz) | Yoshio Mochizuki                        | Yoshio Mochizuki    | Abg. (Shizuoka 4)            | LDP      | Kishida                                                  |
| Verteidigung | Gen Nakatani                            | Gen Nakatani        | Abg. (Kōchi 1)               | LDP      | Tanigaki                                                 |
| Kabinettssekretariat | Yoshihide Suga                          | Yoshihide Suga      | Abg. (Kanagawa 2)            | LDP      | –                                                        |
| Wiederaufbau | Wataru Takeshita                        | Wataru Takeshita    | Abg. (Shimane 2)             | LDP      | Nukaga                                                   |
| Nationale Kommission für Öffentliche Sicherheit Besondere Aufgaben (Katastrophenschutz) | Eriko Yamatani                          | Eriko Yamatani      | Räte. (national)             | LDP      | Hosoda                                                   |
| Besondere Aufgaben (Okinawa, Nordgebiete; Verbraucher, Lebensmittelsicherheit; Wissenschaft, Technologie; Raumfahrt)                                                                                            | Shun’ichi Yamaguchi                     | Shun’ichi Yamaguchi | Abg. (Tokushima 2)           | LDP      | Asō                                                      |
| Besondere Aufgaben (Deregulierung; Geburtenrückgang; Geschlechtergleichstellung) | Haruko Arimura                          | Haruko Arimura      | Räte. (national)             | LDP      | Ōshima                                                   |
| Besondere Aufgaben (Wirtschafts-, Fiskalpolitik) | Akira Amari                             | Akira Amari         | Abg. (Kanagawa 13)           | LDP      | –                                                        |
| Besondere Aufgaben (nationale strategische Sonderzonen) | Shigeru Ishiba                          | Shigeru Ishiba      | Abg. (Tottori 1)             | LDP      | – („Konferenz der Faktionslosen“ [=Ishiba-Unterstützer]) |
| zuständig für die Olympischen und Paralympischen Spiele Tokio (ab 25. Juni 2015 nach dem Olympiasondermaßnahmengesetz; vorher war der Kultusminister zuständig, zugehörige Abteilung beim Kabinettssekretariat) | Toshiaki Endō                           | Toshiaki Endō       | Abg. (Yamagata 1)            | LDP      | Tanigaki                                                 |

Die designierten Vertreter des Premierministers nach Artikel 9 des Kabinettsgesetzes waren:
1. Tarō Asō,
2. Yoshihide Suga,
3. Akira Amari,
4. Shigeru Ishiba und
5. Fumio Kishida.

## Rücktritt
- Landwirtschaftsminister Nishikawa trat am 23. Februar 2015 über einen Spendenskandal zurück.[2]